# Heterogamasus calcarellus
Heterogamasus calcarellus är en spindeldjursart som beskrevs av Lee 1967. Heterogamasus calcarellus ingår i släktet Heterogamasus och familjen Ologamasidae. Inga underarter finns listade i Catalogue of Life.